# Долар Тринідаду і Тобаго
Долар Тринідаду та Тобаго (англ. Trinidad and Tobago dollar) — офіційна валюта Республіки Тринідад і Тобаго.
Зазвичай його скорочено позначають знаком долара $, або TT$, щоб відрізнити його від інших валют, деномінованих у доларах. Він поділяється на 100 центів. Центи скорочено позначаються знаком цента ¢, або TT¢, щоб відрізнити їх від інших валют, які використовують центи. Його попередниками є тринідадський долар і тобагонський долар. 

## Монети
У 1966 році були введені монети номіналом 1¢, 5¢, 10¢, 25¢ та 50¢. Монета номіналом 1 долар великого розміру вперше була випущена в обіг у 1969 році, а потім у 1979 році, після чого у 1995 році була замінена на більш регулярне карбування монети меншого розміру. Монету номіналом 5 центів викарбувано з бронзи, інші номінали — з нейзильберу. На аверсі всіх монет зображено герб Тринідаду і Тобаго, а на реверсі — лише номінал до 1976 року, коли після проголошення республіки їх замінили на національну пташку або квітку на додаток до номіналу. Монети номіналом 50 центів і 1 долар рідко зустрічаються в обігу, але їх можна придбати в банках на вимогу.  

## Банкноти
14 грудня 1964 року Центральний банк Тринідаду і Тобаго запровадив банкноти номіналом $1, $5, $10 та $20  . Нові номінали у вигляді банкнот $50 та $100 були випущені 6 червня 1977 року, хоча випуск банкнот номіналом $50 не був продовжений після того, як партію банкнот було викрадено перед випуском. Купюра номіналом 50 доларів була вилучена з короткого обігу. На реверсах сучасних банкнот зображено будівлю Центрального банку Тринідаду і Тобаго. На аверсі — герб у центрі, національний птах і місце в Тринідаді, наприклад, ринок, нафтопереробний завод тощо. У 2002 році були введені нові банкноти номіналом 1 та 20 доларів. У 2003 році також були введені нові банкноти номіналом 1, 5, 10 і 100 доларів. Банкноти зазнали лише незначних змін: тепер вони мають більше захисних елементів і темніший колір. Згодом Центральний банк Тринідаду і Тобаго додав до банкнот більше елементів захисту. У 2012 році банкнота номіналом 50 доларів була знову введена в обіг з нагоди святкування золотого ювілею незалежності Тринідаду і Тобаго. На лицьовій стороні банкноти зображено птаха кардинала з червоною шапкою та ювілейний текст у центрі герба . Було випущено дві версії цього номіналу: без ювілейного тексту в центрі герба (загальний тираж) та з ювілейним текстом. 
9 грудня 2019 року полімерні 100-доларові банкноти були передані банкам. Уряд оголосив, що поточні 100-доларові банкноти будуть демонетизовані після 31 грудня 2019 року . 
21 лютого 2020 року центральний банк оголосив про плани замінити всі свої паперові банкноти на полімерні . 
27 жовтня 2020 року центральний банк запровадив полімерні версії банкнот номіналом $5, $10 та $20. Ці банкноти були розповсюджені серед комерційних банків 2 листопада 2020 року. Також було оголошено, що полімерні банкноти номіналом $1 та $50 будуть введені в обіг у січні 2021 року . 
15 лютого 2021 року центральний банк запровадив полімерну версію банкноти в 1 долар та оновлену полімерну банкноту в 50 доларів . 1 січня 2022 року паперові банкноти було вилучено з обігу . 

### Пам'ятні банкноти
Загалом Центральним банком було випущено три пам'ятні банкноти:
- 100 доларів 2009 року з нагоди «60-тя Співдружності»
- 50 доларів 2012 року «50-та річниця Незалежності»
- 50 доларів 2014 року «50 років Центральному банку Тринідаду і Тобаго»